# レンテンマルク

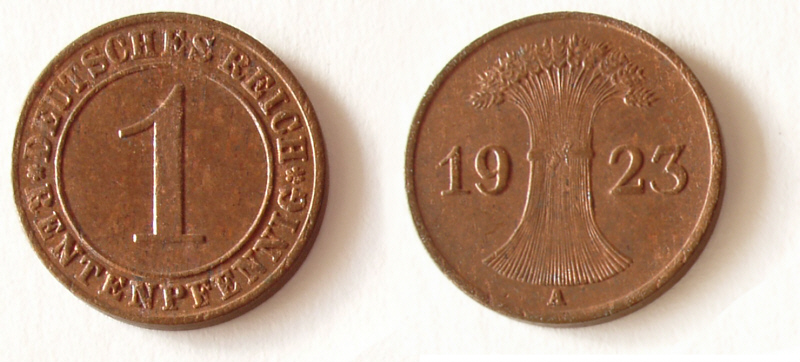
1923年発行の1レンテンペニヒ硬貨

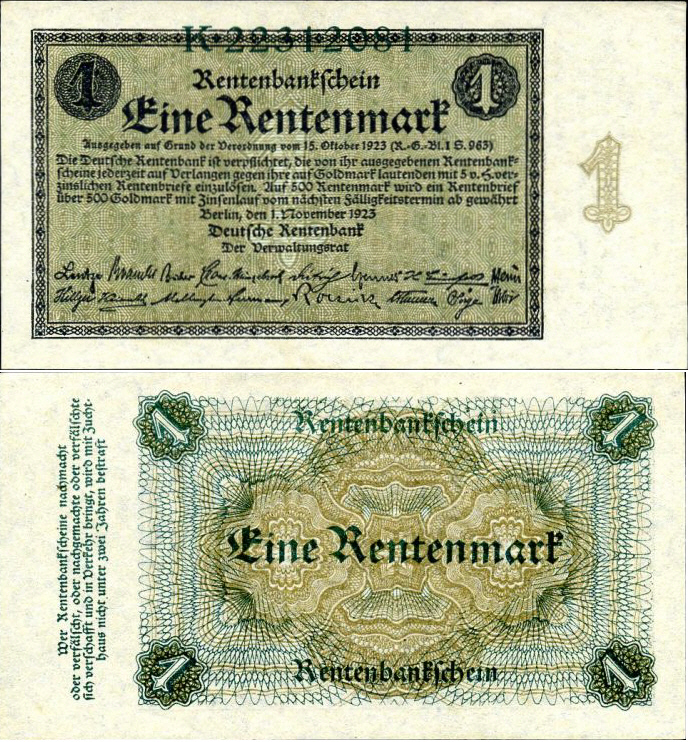
1923年発行の1レンテンマルク紙幣

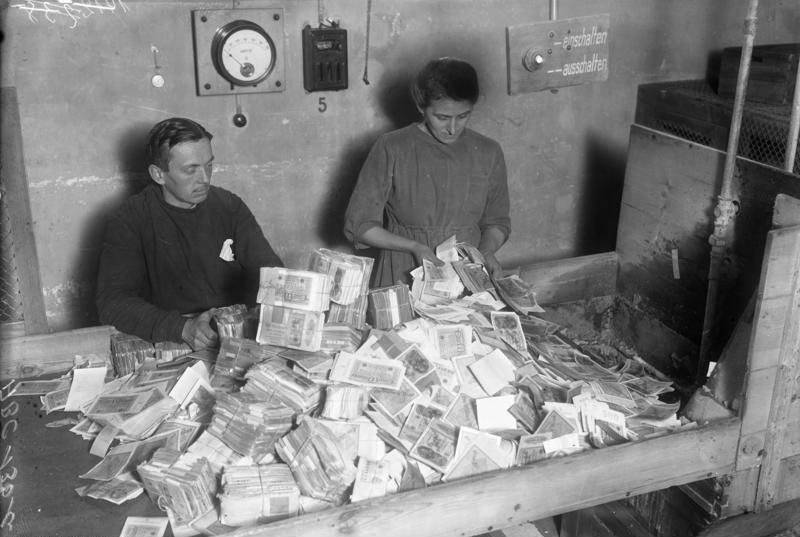
レンテンマルクとの交換に伴い処分されるパピエルマルク紙幣

レンテンマルク（Rentenmark）は、ドイツにおけるハイパーインフレからの経済立て直しのため、1923年から発行された臨時通貨。土地に対する地代請求権を本位とするある意味「擬制」の通貨である。交換比率は、1レンテンマルク＝1兆パピエルマルク。

## 概要
第一次世界大戦で敗戦国となったドイツは、ヴェルサイユ条約によって1,320億金マルクに上る莫大な賠償金を科せられた。またドイツは第一次世界大戦中に金本位制を停止したままで、戦後も復帰することが出来ていなかった。1914年7月に1米ドル=4.2金マルクだった為替レートは、ルール問題の影響と財政支出の増大によるインフレの進行で1923年1月に1ドル=7,525マルクとなり、ライヒスバンクは政府の発行する国債を引き受け、次々に超高額紙幣を増発した。その結果、対ドル為替レートは同年7月に1ドル=16万マルク、8月に462万455マルク、9月に9,886万マルク、10月に252億6,028万マルク、11月には4兆2,000億マルクにまで暴落してしまい、金の裏付けを持たないドイツマルクはパピエルマルク（紙マルク）と蔑称されるようになった。
当時のルドルフ・ヒルファディング大蔵大臣はレンテンマルクの導入を決定したが更迭され、銀行家ヒャルマル・シャハトがライヒ通貨委員となり、ドイツレンテ銀行（Deutsche Rentenbank, Renteは地代の意）を設立した。ドイツレンテ銀行は国内の土地に対して設定した地代請求権（土地の価値そのものではないことに注意）を本位として11月15日にレンテンマルクを発行する。レンテンマルクとパピエルマルクの交換レートは1:1兆と決定された。このことは、実質的にはマルクの1兆分の1のデノミネーションを行ったのと同じであった。ドイツレンテ銀行の通貨発行量は32億レンテンマルクに制限され、国債引受高も12億レンテンマルクに制限された。レンテンマルクは法定通貨ではなく金との交換はできず、また土地の価値に結びつけられていると言ってもその額面の価値がある土地と交換できる訳ではなく、ある意味虚構の本位の上に立つ通貨に過ぎず、インフレ期に多く流通した「緊急通貨」(Notgeld) の一種に過ぎなかった。しかしながらレンテンマルクは擬制であっても土地の価値と結びつけられ発行額が制限されており、また政府機関への支払いの手段として認められていたため、少しでも価値の安定した通貨を渇望していた人々は争うようにパピエルマルクをレンテンマルクに交換し、ドイツのインフレは急速に沈静化した。このインフレの急速な収束を「レンテンマルクの奇跡」(das Wunder der Rentenmark) と呼ぶ。
翌1924年8月30日には、レンテンマルクに、新法定通貨であるライヒスマルクが追加された。レンテンマルクとライヒスマルクの交換比率は、1:1である。当初の予定では、レンテンマルクは1934年までに全てライヒスマルクに置き換えられることとなっていたが、実際にはその後もレンテンマルク紙幣が発行され、1948年まで通用している。1949年には、ドイツレンテ銀行の資産をもとにドイツ農林金融公庫が設立された。